# Alpi di Türnitz
Le Alpi di Türnitz (in tedesco Türnitzer Alpen) sono una sottosezione delle Alpi della Bassa Austria. La vetta più alta è il Großer Sulzberg che raggiunge i 1.400 m s.l.m..
Si trovano in Austria (Bassa Austria e Stiria).
Prendono il nome da Türnitz, località intorno alla quale sorgono.

## Classificazione

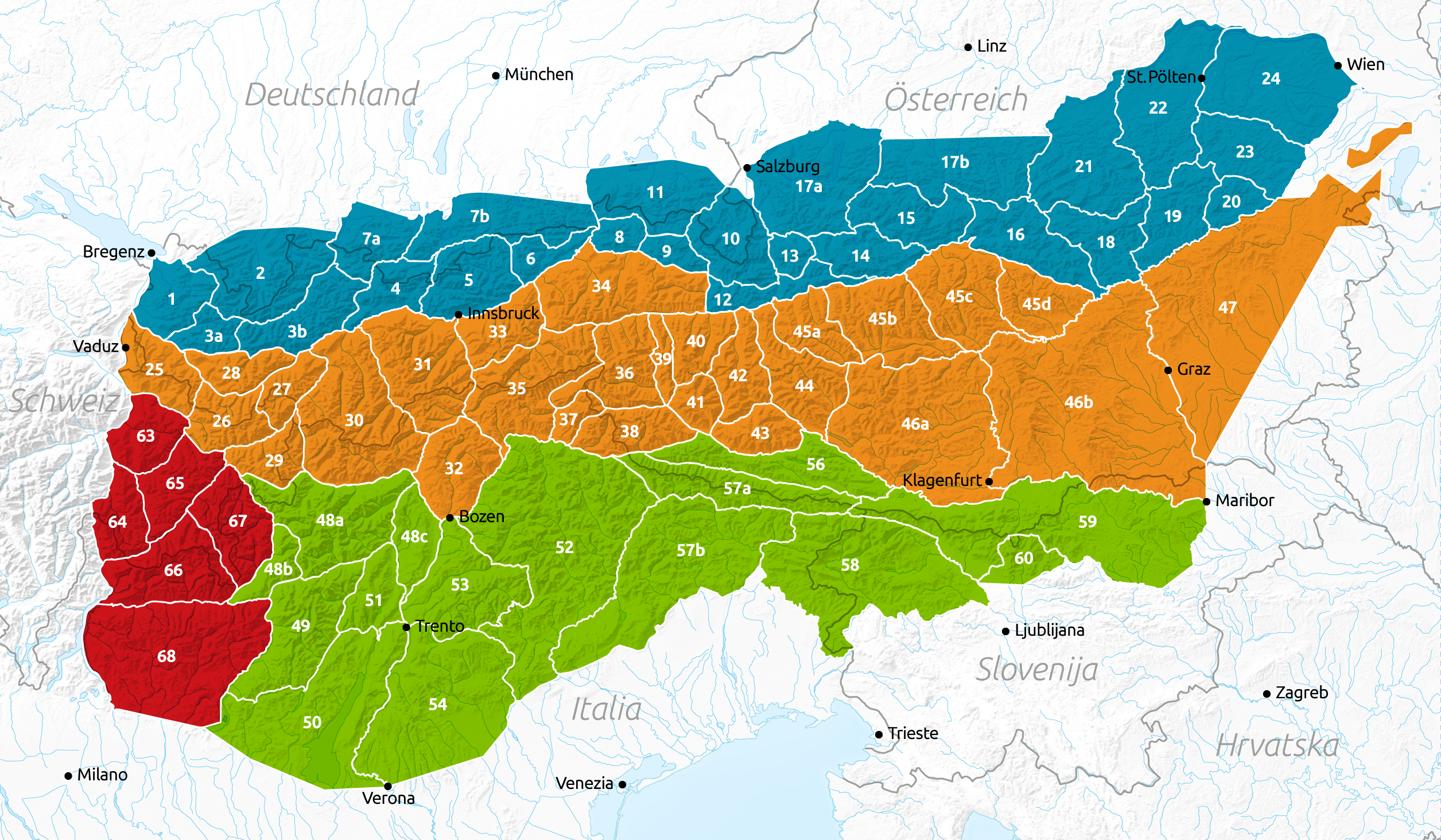
Le Alpi di Türnitz secondo l'AVE sono individuate dal numero 22.

Secondo la SOIUSA le Alpi di Türnitz sono una sottosezione con la seguente classificazione:
- Grande parte = Alpi Orientali
- Grande settore = Alpi Nord-orientali
- Sezione = Alpi della Bassa Austria
- Sottosezione = Alpi di Türnitz
- Codice = II/B-27.I

Secondo l'AVE costituiscono il gruppo n. 22 di 75 nelle Alpi Orientali.

## Delimitazioni
Le Alpi di Türnitz
- a nord si stemperano nelle colline austriache;
- ad est confinano con le Prealpi Orientali della Bassa Austria (nella stessa sezione alpina) e separate dal corso del fiume Traisen;
- a sud confinano con le Alpi Nord-orientali di Stiria (nelle Alpi Settentrionali di Stiria) e separate dal Keertaler Sattel;
- ad ovest confinano con le Alpi dell'Ybbstal (nella stessa sezione alpina) e separate dal Mariazeller Sattel.

## Suddivisione
Secondo la SOIUSA si suddividono in due supergruppi, tre gruppi e quattro sottogruppi:
- Monti di Türnitz (A)
  - Catena Sulzberg-Tirolerkogel (A.1)
    - Gruppo del Tirolerkogel (A.1.a)
    - Gruppo del Sulzberg (A.1.b)
      - Costiera dello Schwarzkogel (A.1.b/a)
      - Costiera del Sulzberg (A.1.b/b)

  - Gruppo dell'Hennesteck (A.2)
    - Massiccio dell'Hennesteck (A.2.a)
    - Massiccio dell'Hohenstein (A.2.b)
- Monti di Texing (B)
  - Massiccio dello Statzberg (B.3)

## Vette principali
- Großer Sulzberg, 1400 m
- Tirolerkogel, 1377 m
- Türnitzer Höger, 1372 m
- Bürgeralpe, 1266 m
- Traisenberg, 1230 m
- Hohenstein, 1195 m
- Eisenstein, 1185 m
- Eibl, 1002 m